# Aviação polar
A aviação polar se refere à aviação em regiões polares da Terra. Especificamente, alguém pode falar de Aviação ártica e Aviação antártica no Ártico e na Antártida, respetivamente.
Os fatores importantes que definem o carácter da aviação polar é a característica de ser distante de áreas populosas importantes, a geografia física e o clima. Fatores importantes incluem as baixas temperaturas, as mudanças frequentes de condições meteorológicas, a noite polar, o trabalho incerto da bússola, as dificuldades na comunicação por rádio, a falta de pontos de referência.

## História recente
O sonho da viagem aérea até a um dos polos tem uma pré-história prolongada. Tão cedo quanto a década de 1870, John Powles Cheyne, um veterano de três expedições árticas, estava propondo uma viagem ao Polo Norte via balão. Todavia, em termos de voo real, a expedição polar de S. A. Andrée em 1897, é em geral considerada marcando o começo da aviação polar. Mais tarde, zepelins foram usados para exploração do Ártico e eventualmente aeronaves. Em 1914, um avião russo (Farman MF.11, o piloto Jan Nagórski e o mecânico Yevgeni Kuznetsov) voaram além do Círculo Ártico na área de Novaya Zemlya na busca da Expedição Pólo Norte de Georgiy Sedov. O começo do século XX testemunha a busca pelo Pólo Norte por meio da aviação. Em meados da década de 1920 a aviação polar se tornou exequível.

## Aviação antártica

### História recente
O Fokker Super Universal Virginia pilotado por Richard Evelyn Byrd, foi a primeira aeronave a aterrissar no continente antártico, durante a primeira Expedição Antártica de Byrd, 1928-1930, quando  foi o primeiro a voar sobre o Polo Sul em 29 de novembro de 1929.

## Leitura aprofundada
- Prospetos da aviação polar no turismo são discutidos no livro "Prospects for Polar Tourism" de John Snyder, Bernard Stonehouse, 2007, ISBN 1845932471, p. 26